# 로버트 힐번

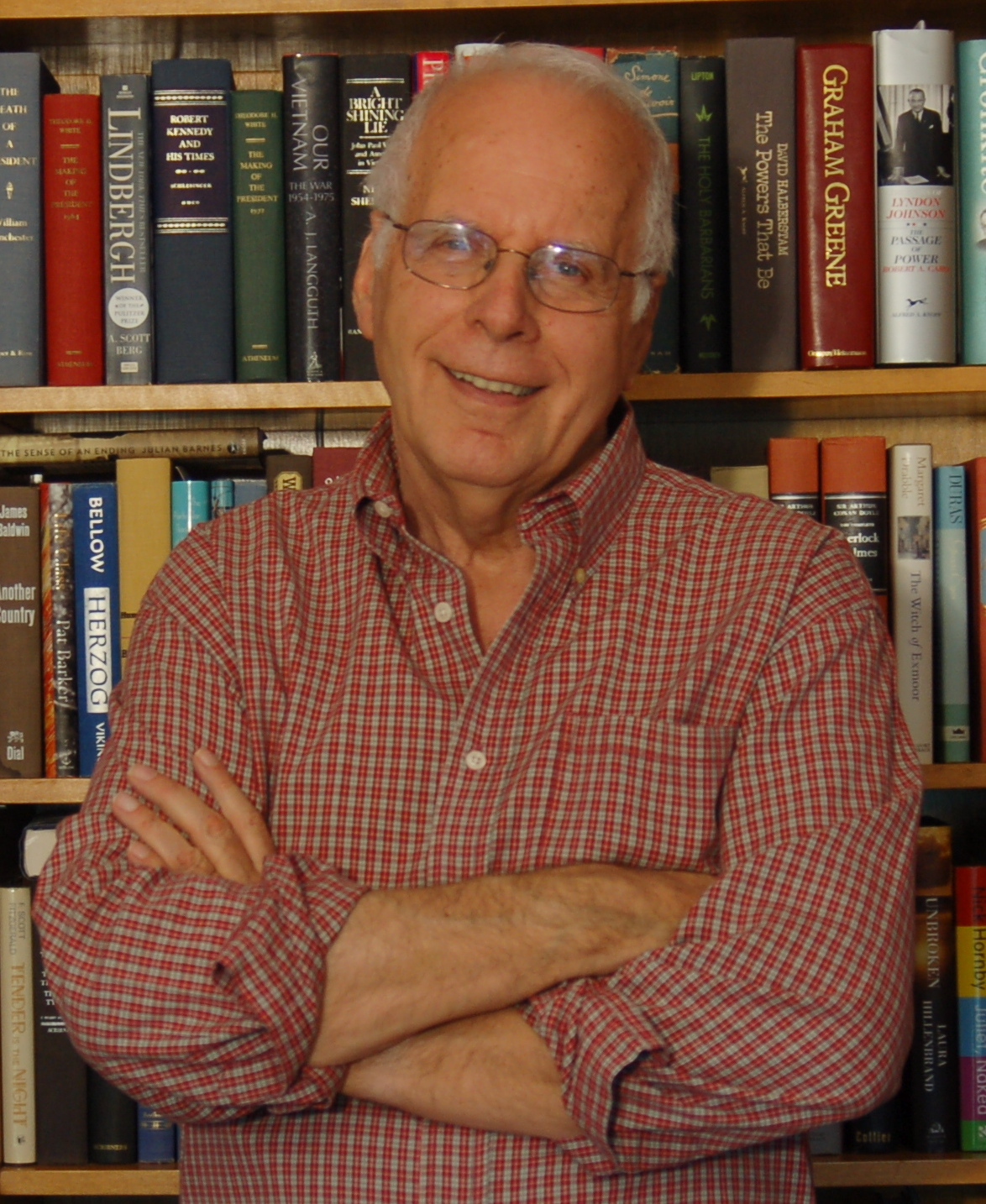
2010년 힐번의 모습

로버트 힐번(영어: Robert Hilburn, 1939년 9월 25일 ~ 현재)은 미국의 대중음악 평론가, 작가이자 라디오 호스트이다. 1970년부터 2005년까지 로스앤젤레스 타임스의 음악 섹션 편집자로 활동하며 리뷰, 에세이 및 다양한 글이 세계에 공개됐다. 조니 캐시와 폴 사이먼의 전기와 회고록을 출판하기도 했다. 로스앤젤레스에서 거주하며 로큰롤 명예의 전당의 후보 위원회의 회원으로 활동했다.

## 어린 시절
힐번은 1939년 루이지애나주 내커터시에서 태어나 다섯 살이 될 때까지 인근 마을인 캄티에 있는 할아버지의 목화 농장에서 살았다. 이 시기 힐번은 로큰롤의 형성에 영향을 준 블루스와 컨트리 음악 스타일을 접했다. 이후 텍사스주 댈러스에서 몇 년을 보낸 후 가족과 함께 캘리포니아주 남부로 이사했으며, 1957년 레세다 고등학교를, 1961년 캘리포니아 주립 대학교 노스리지에서 저널리즘 학사 졸업을 했다. 2년 동안 로스앤젤레스 교외 신문인 밸리 타임스에서 뉴스 기자로 일했으나 저널리즘에 싫증을 느끼고 1960년대 중반 로스앤젤레스 통합 학구 홍보 담당관으로 일했다. 하지만 글쓰기를 다시 그리워하기 시작한 힐번은 밥 딜런 및 비틀즈의 작품을 좋아하게 됐고, 결국 로스앤젤레스 타임스에서 프리랜서로 조니 캐시와 재니스 조플린과 같은 인물의 글을 썼고, 이후 정규직으로 고용됐다.

## 경력
힐번은 1966년부터 로스앤젤레스 타임스에 글을 쓰기 시작했으며, 1970년에는 기존 록 평론가였던 피트 존슨을 대체했다. 이 시기  힐번은 조니 캐시의 폴섬 교도소에서의 콘서트, 엘튼 존의 첫 러시아 방문, 폴 사이먼의 짐바브웨 "Graceland" 투어, 밥 딜런의 첫 이스라엘 콘서트 등 여러 음악가의 기념비적인 투어에 함께했다. 또한 영국의 펑크 밴드 섹스 피스톨즈의 첫 미국 투어의 일주일을 함께 보내는 등 펑크, 테크노, 랩과 같은 새로운 대중 문화의 움직임을 포착했다.
힐번은 딜런, 브루스 스프링스틴, 데이비드 보위 및 U2와의 인터뷰를 포함해 팝 록의 주요한 인물에 관한 글을 썼다. 엘튼 존, 존 프라인, 패티 스미스, 이글스, 톰 페티, 프린스, 엘비스 코스텔로, 건즈 앤 로지스, 레이지 어게인스트 더 머신, 나인 인치 네일스, 아이스 큐브, 퍼블릭 에너미, 에미넴, 화이트 스트라이프스, 아케이드 파이어, X 등의 경력을 시작하거나 발전시키는데 도움을 주었다고 알려져 있다.